# 皇朝史略
皇朝史略（こうちょうしりゃく）は、水戸藩士の青山延于によって書かれた歴史書。全12巻から成る。
1823年に成立し、1826年刊行。神武天皇から後小松天皇までを漢文の編年体により記した。